# Ozenay
Ozenay – miejscowość i gmina we Francji, w regionie Burgundia-Franche-Comté, w departamencie Saona i Loara.
Według danych na rok 1990 gminę zamieszkiwały 244 osoby, a gęstość zaludnienia wynosiła 18 osób/km² (wśród 2044 gmin Burgundii Ozenay plasuje się na 668. miejscu pod względem liczby ludności, natomiast pod względem powierzchni na miejscu 714.).